# A Vatikán történelme

## Alapítás
A Róma városával szemben, a Tevere túlpartján fekvő terület eredetileg lakatlan volt (ager vaticanus). Caligula császár (i.sz. 37–41) idején egy kocsiversenypályát kezdtek el építeni, amit Nero fejeztetett be. A vatikáni obeliszket eredetileg Nero hozatta Egyiptomból és a versenypálya közepén állíttatta fel. Ez a hely volt sok keresztény vértanúságának színhelye az i.sz. 64-es római nagy tűz után. Ősi hagyomány szerint Szent Pétert is itt feszítették keresztre. A versenypályától északra, egy mellékút mellett húzódó temetőben temették el a hagyomány szerint Szent Pétert; itt épült 324–326-ban az első templom, a konstantinusi bazilika.

## A középkor
Miután a Nyugatrómai Birodalom elbukott, Róma a Bizánci Birodalom fennhatósága alá került, beleértve a Szent Péter Örökségének (latinul Patrimonium Petri) nevezett egyházi birtokokat. A 8. század elején, az iszlám hódítások miatt meggyengült Bizánci Birodalom gyengeségét kihasználva a rómaiak elűzték a bizánci helytartót, II. Gergely pápát pedig Róma világi uralkodójává kiáltották ki. A pápa ezt követően már nem Bizánchoz, hanem a frankokhoz (azok közül is a nyugati frankokhoz) fordult segítségért, ha országát külső fenyegetés érte. Azonban miután a Merovingokat III. (Kis) Pipin király megfosztotta hatalmuktól és szövetséget kötött Rómával, 756-ban elismerte az Egyházi (Pápai) Állam függetlenségét és további itáliai hercegségeket adott át a pápának: a római dukátust, a ravennai exarchátust és a Pentapolist (Ancona, Fano, Pesaro, Rimini és Sinigaglia városokat). 774-ben Pipin fia, Nagy Károly császár  Toszkána területének egy részét adta a pápai államhoz.

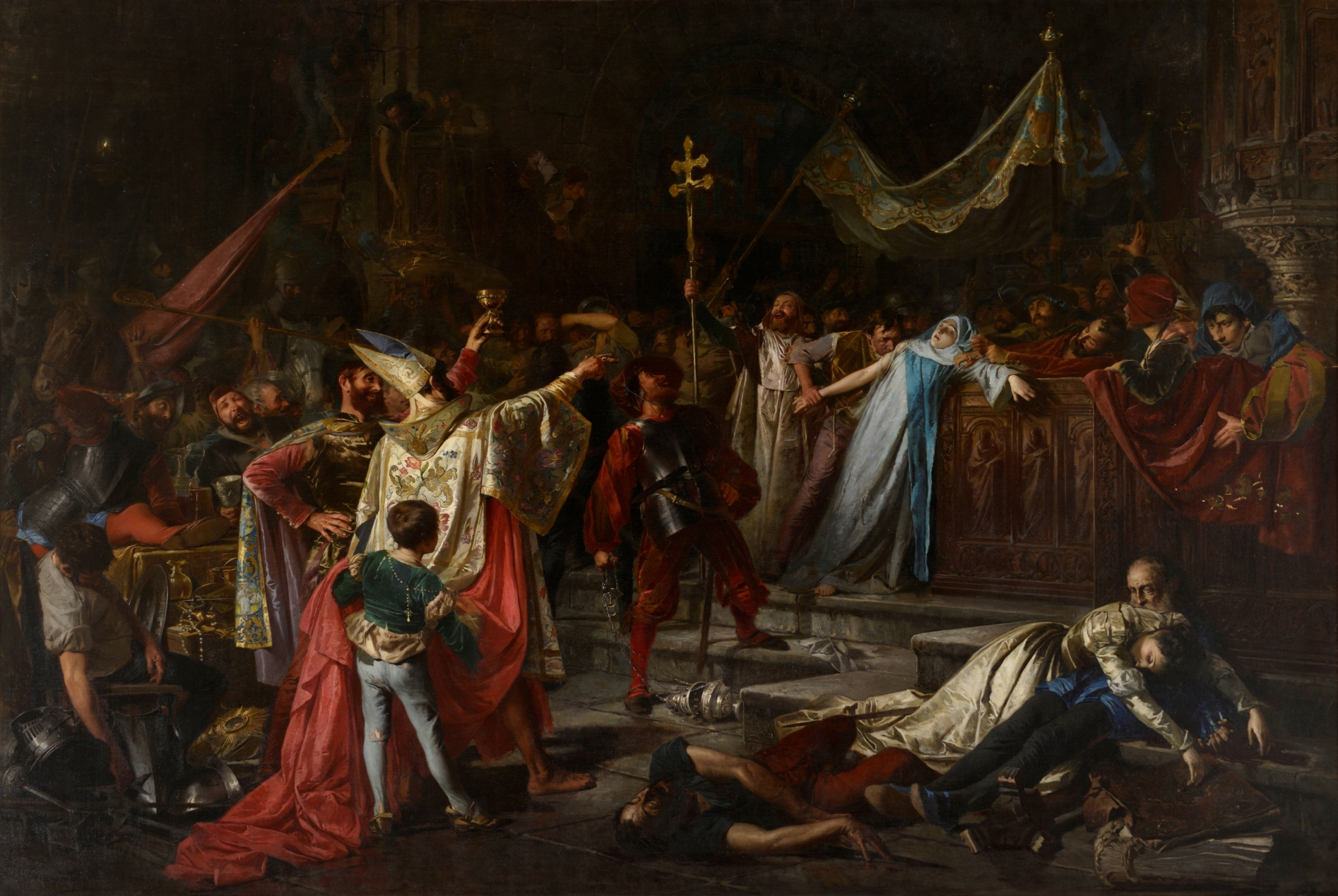
Sacco di Roma, 1527.

## Reneszánsz idők

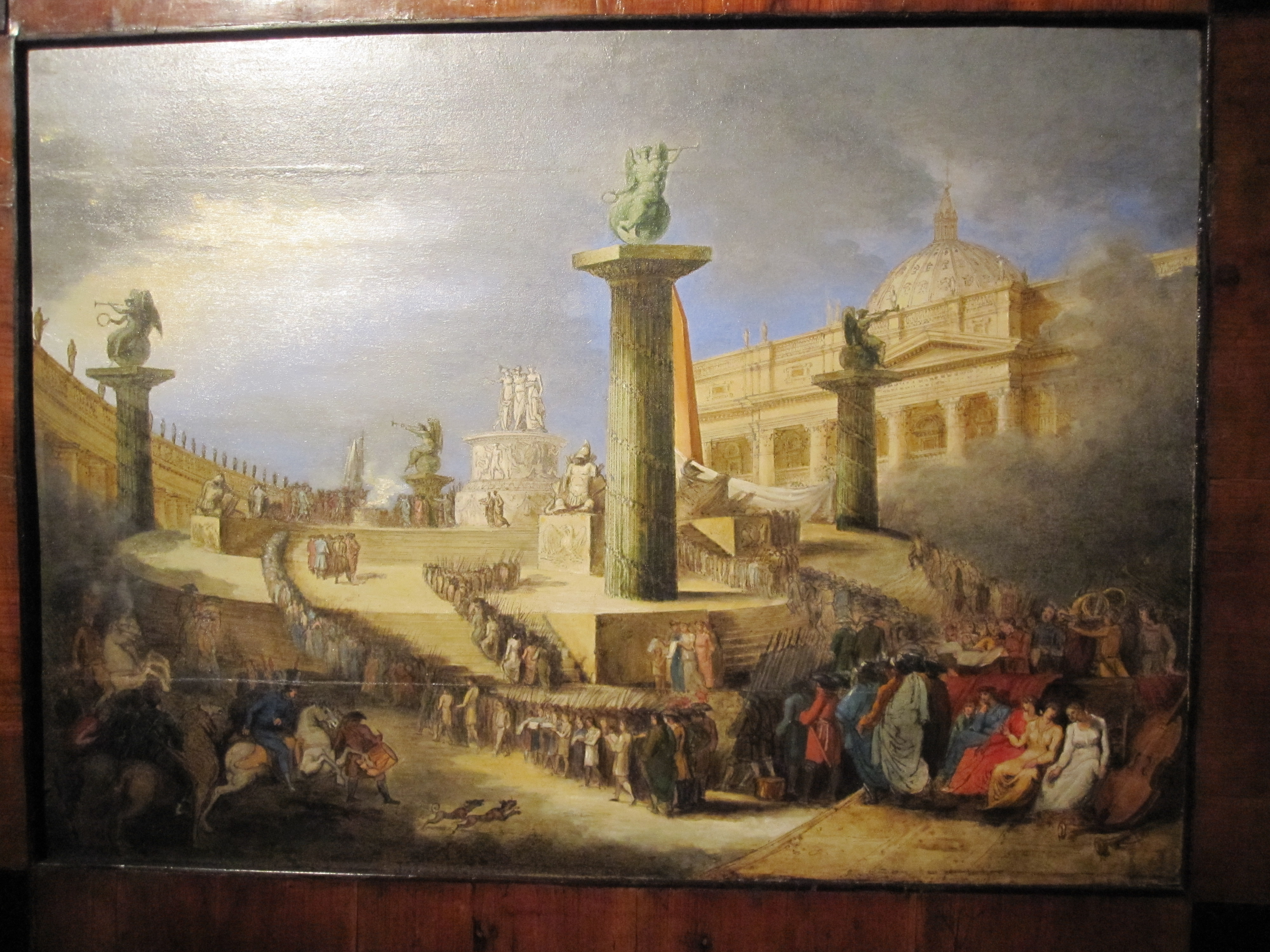
A köztársasági föderáció ünnepsége a Szent Péter téren (1798)

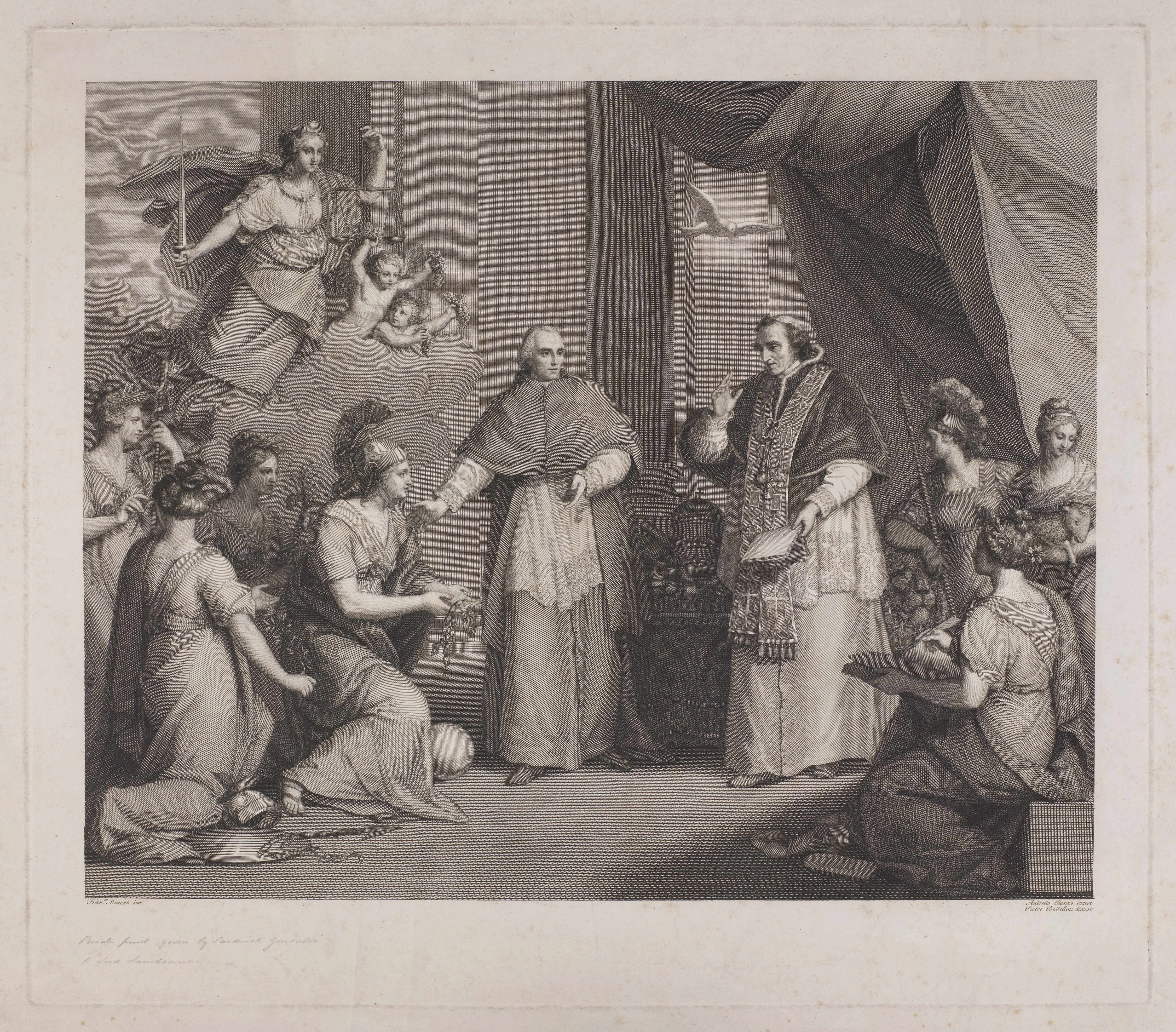
A pápai hatalom helyreállítása Napóleon bukása után (1815)

## Az újkor

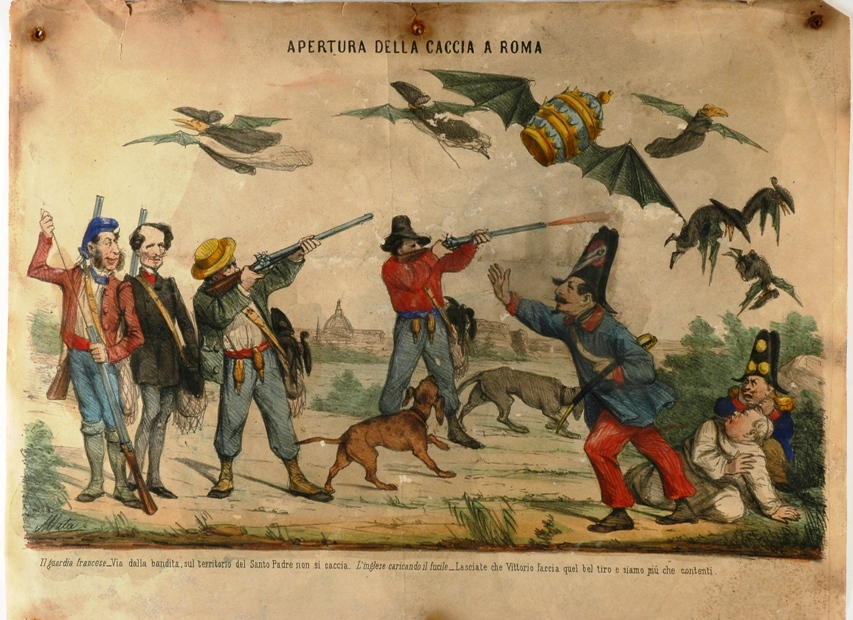
„Róma vadászható!” (Karikatúra az 1860-as évekből)

A pápai állam az újkorban először a francia forradalom idején került komoly veszélybe. 1790-ben a párizsi nemzetgyűlés törvényerőre emelte a francia nemzeti egyház alkotmányát, így a francia katolikus elszakadtak Rómától, és Párizs fennhatósága alá kerültek. A francia papoknak ezt követően fel kellett esküdniük a francia polgári alkotmányra, melyet VI. Piusz csak egy év múlva tiltott be. A forradalmi diktatúra ellen fellépő Bonaparte Napóleon 1797 után többször is megszállta a pápai állam területét. 1798. február 15-én a Pápai Állam területén kikiáltották a Római Köztársaságot, majd ennek területét Franciaország bekebelezte. A hajlott korú, 81 éves pápát, miután letartóztatták, a franciaországi Valence-ba vitték, ahol hamarosan meghalt. A pápa halála után úgy látszott, hogy a majd’ ezer éve fennálló pápai állam megszűnik létezni. Mivel a császári hatalomra törő Bonaparte tábornok úgy látta, hogy a pápai intézményt és a pápai államot saját politikai céljaira is fel tudja használni, korlátozott formában helyreállította a pápa világi hatalmát. A pápaválasztó konklávé 1799-ben ült össze az akkoriban Habsburg-uralom alatt álló Velencében, ahol több mint három hónapig tartó tanácskozás után megválasztották VII. Piusz pápát.
1801-ben Bonaparte, a Francia Köztársaság Első Konzulja Párizsban megállapodást kötött az egyházi állammal. Korábban egyetlen köztársaság sem írt alá egyenrangúság alapján álló szerződést a pápai állammal. A 17 pontból álló konkordátum visszaállította a pápa világi hatalmát a pápai állam területe felett. Cserében a pápa jelentős engedményeket tett: például az rövidesen császárrá lett Napóleon javára lemondott a püspökök kinevezésének jogáról a Francia Császárság területén, és 1804-ben személyesen is részt vett I. Napóleon francia császár koronázásán.
Ez a megegyezés azonban nem tartott sokáig, ugyanis Napóleon nem sokkal később kijelentette, hogy igényt tart „a római császári címre.”  1808 szeptemberében Napóleon katonái körülfogták a pápa rezidenciáját, a Quirinale-palotát és ágyúkat szögeztek a pápai lakosztályra. Fél év múlva a császár rendeletében megszüntette az Egyházi Államot, valamint Rómát és környékét Franciaországhoz csatolta. A vele szembeszálló pápát Fontainebleau-ban fogságba vetette. Európa uralkodói tétlenül nézték a pápaság végóráit, Napóleon azonban megbukott, és a bécsi kongresszus 1815-ben helyreállította az egyházi államot. A kiváló diplomáciai érzékkel rendelkező VII. Piusz elérte, hogy mind Itáliában, mind Franciaországban helyreállítsák az államegyház forradalom előtti politikai hatalmát.

## Az olasz egység
A pápai állam helyzete a 19. század második felében még nehezebbre fordult, az olasz nemzeti egységmozgalom győzelme után. Az 1859-es szárd–francia–osztrák háború nyomán után Észak-Itáliában a Habsburg Birodalom csatlós fejedelemségeit a Szárd–Piemonti Királyság kebelezte be, a Dél-Itáliában kitört felkelés nyomán 1860-ra Garibaldi és vörösingesei megdöntötték a Bourbon-monarchiát, és szinte egész Dél-Itáliát elfoglalták. 1861-ben kikiáltották az egységes Olasz Királyságot. Csak Róma maradt meg a Pápai Állam fennhatósága alatt. 1866-ban, a porosz–osztrák–olasz háborúban elszenvedett veresége ellenére Olaszország megszerezte Veneto tartományt is. A Róma elfoglalására tervezett katonai akciót azonban III. Napóleon francia császár helyőrsége ekkor még megakadályozta.

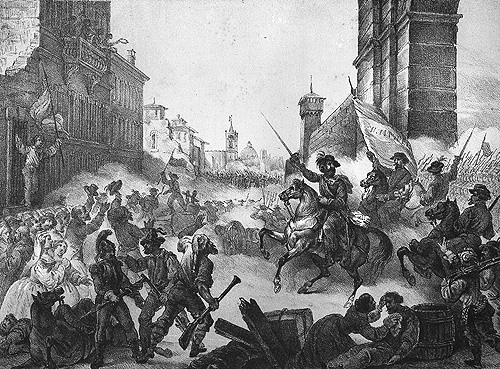
Garibaldi bevonul Romába, 1870.

1870-ben, a porosz–francia háború kitörése után a Francia Császárság kivonta csapatait Rómából. Szeptember 2-án bekövetkezett a sedani csatavesztés, Franciaországban elbukott a második császárság is, a pápa pedig elvesztette fő támogatóját, III. Napóleont. Az Olasz Királyság számára megnyílt az út Itália teljes egyesítése felé. II. Viktor Emánuel olasz király – akit a pápa nem koronázott meg, így a félsziget első világi és parlamentáris uralkodója lett – már 1870. szeptember 10-én felkérte Piusz pápát, mondjon le csonkított világi hatalmáról, Rómát pedig engedje át az új olasz állam fővárosának. IX. Piusz azonban nem volt hajlandó átadni a várost, és elrendelte Róma védelmét. Az olasz hadsereg már majdnem elkezdte a város ostromát, de az egyházfő visszakozott és tárgyalásokat kezdett a megadás feltételeiről.
Mielőtt azonban sor került volna a fegyverletételre, 1870. szeptember 20-án hajnalban Raffaele Cadorna tábornok megindította Róma megszállását. Az olasz királyi hadsereg a Porta Piánál betört a városba. Négy óra múlva a Szent Péter-bazilikára kitűzték a fehér zászlót, de addigra a pápa katonái közül 19 ember már elesett. Az olasz királyi hadsereg bevonult Rómába, és a mai Vatikán területének kivételével egész Rómát elfoglalta. Ezzel lezárult a Pápai Állam több mint ezeregyszáz éven át tartó történelme, a Pápai Állam megszűnt létezni. Az olasz parlament kegydíjat szavazott meg a pápának, s a hadsereggel szavatoltatta volna a biztonságát; mint szuverén állam uralkodóját viszont nem hagyta jóvá. A pápa az állami javadalmazást elutasította, s a Tevere északi partján fekvő Vatikánba zárkózott, ahol magát „erkölcsi fogolynak” nyilvánította. A pápa kiátkozta állama „elrablóit” – így Viktor Emánuel királyt is – ennek azonban nem volt következménye.

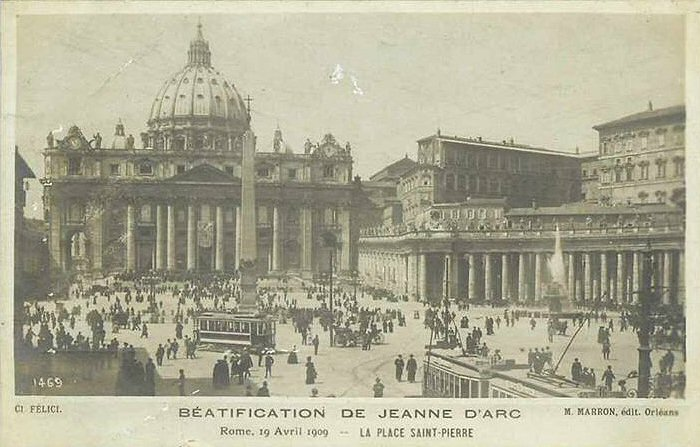
Jeanne d’Arc boldoggá avatása, 1909. április 18.

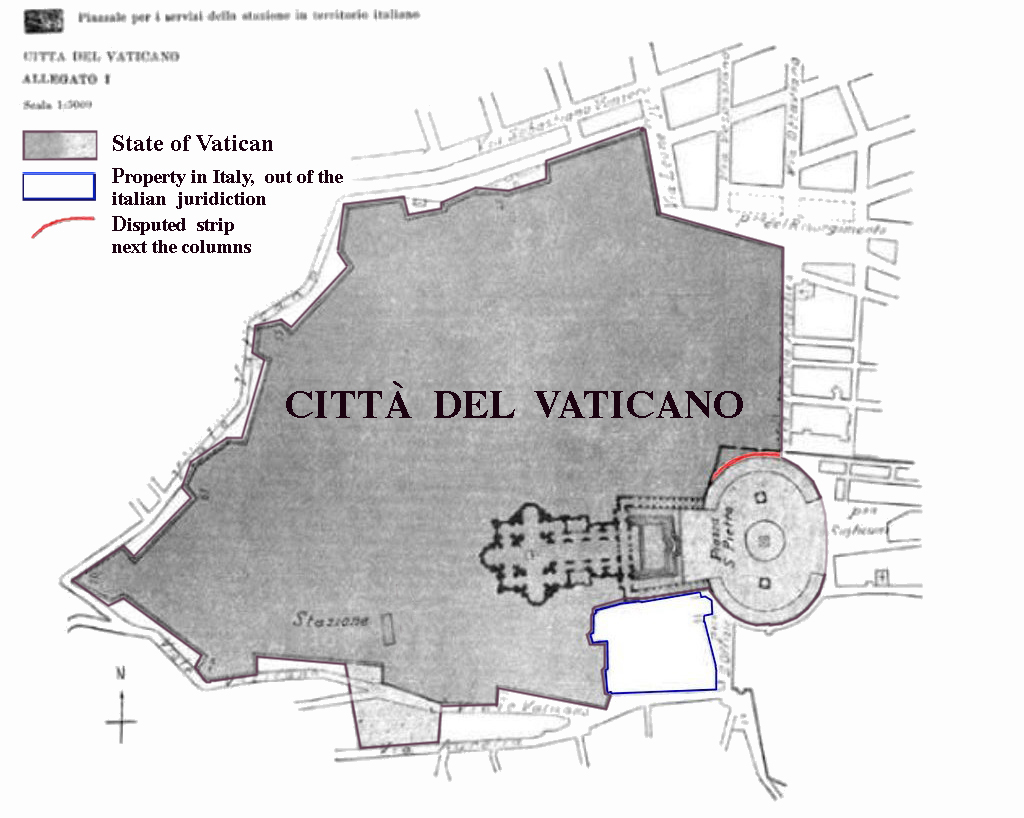
A Vatikánváros és az olasz államterület határainak kijelölése a lateráni szerződés mellékletében (1929)

## Vatikán: a világ legkisebb állama
Az első világháború után Benito Mussolini olasz miniszterelnök és a fasiszta olasz állam gyakorlati vezetője felismerte, hogy hatalma megszilárdításához szüksége van a római katolikus egyház elismerésére, ezért tárgyalásokat kezdett XI. Piussza az olasz állam és az egyház viszonyának normalizálásáról. A pápa Mussolinit olyan erőskezű kormányfőnek gondolta, aki fel tud lépni a kommunizmus és a liberalizmus veszélyeivel szemben, ezért elfogadta a fasiszta vezér ajánlatát. Mussolini jóvoltából a Vatikánvárosi Állam kereteiben helyreállt a pápa világi hatalma.
1922. február 6-án a frissen megválasztott XI. Piusz pápa megjelent vatikáni palotájának a Szent Péter térre néző erkélyén, és „Urbi et Orbi” (a városnak és a világnak) szóló apostoli áldással köszöntötte az éljenző tömeget. E régóta elfeledett szokás felújításával jelezte nagyra törő külpolitikai törekvéseit.
1929-ben Olaszország és Vatikán a lateráni palotában aláírták a lateráni egyezményt (Patti Lateranensi), amelyen az Olasz Királyságot és III. Viktor Emánuel olasz királyt képviselve Benito Mussolini miniszterelnök, a Vatikánt képviselve Gasparri bíboros kézjegye szerepelt. A lateráni szerződés preambuluma szerint „annak érdekében, hogy biztosítva legyen a Szentszék teljes és látható függetlensége, valamint vitathatatlan szuverenitása nemzetközi téren is, a felek „úgy találták, hogy létre kell hozni, különleges eljárással, a Vatikánvárost, elismervén felette a Szentszék teljes körű tulajdonjogát, valamint kizárólagos és abszolút hatalmát és szuverén joghatóságát”. A Vatikánváros a történelmileg Vatikánnak ismert területből és tartozékaiból jön létre” (3. cikkely), amit „az Olasz Királyság elismer a Római Pápa szuverenitása alatt álló államként” (26. cikkely). Ez a szuverén joghatóság a szerződés szerint „kizárta az olasz hatóságok bármiféle beavatkozását a Vatikánvároson belül.”
A szuverenitásból fakadóan „a Szentszéknek követségi joga van, vagyis küldhet és fogadhat diplomáciai képviselőket, és az Olasz Királyság garantálja, hogy ezek szabadon gyakorolhassák funkciójukat.” A Vatikánváros határai zártak, kivéve a Szent Péter teret, de az új állam több, területen kívüli ingatlan (a három nagybazilika – a Szent Péter, a Laterán és a Santa Maria Maggiore – és számos palota Rómában, valamint a Castel Gandolfó-i rezidenciák) felett is jogokat kapott. A szerződés értelmében a Vatikánváros légterét lezárták a légi közlekedés elől, és garantálták a területi semlegességét, valamint az egyház „központi szervei” számára az állami beavatkozás alóli mentességet A pápa személyét pedig „szentnek és sérthetetlennek” tartván, az olasz jog a királyéval megegyező védelmet biztosít számára merényletekkel és sértésekkel szemben. A pápa a Vatikánváros uralkodójaként abszolút hatalommal rendelkezik, és egyben a világméretű katolikus egyház feje is.

## Fordítás
Ez a szócikk részben vagy egészben  a   Vatican City című angol Wikipédia-szócikk fordításán alapul.  Az eredeti cikk szerkesztőit annak laptörténete sorolja fel. Ez a jelzés csupán a megfogalmazás eredetét és a szerzői jogokat jelzi, nem szolgál a cikkben szereplő információk forrásmegjelöléseként.